# Kamienica przy ul. Czeskiej 30 w Kłodzku
Kamienica przy ul. Czeskiej 30 w Kłodzku – pochodząca z końca XVII wieku barokowa kamienica, położona w obrębie starówki.

## Historia
Budynek został wzniesiony pod koniec XVII wieku przez rodzinę baronów Wallisów. Drugie piętro budynku nadbudowano w 1720 roku. W pierwszej połowie XVIII wieku mieściła się w nim siedziba starostwa kłodzkiego. W 1918 roku dom został przebudowany. 
Decyzją wojewódzkiego konserwatora zabytków z dnia 25 maja 1964 roku kamienica została wpisana do rejestru zabytków

## Architektura
Plan mieści trzy trakty w parterze, z szeroką sienią przejazdową. Sień ta składa się z części prostokątnej, zasklepionej nieckowo, z lunetami. Druga, środkowa część, ma rzut poziomy ośmioboczny: kwadrat ze ściętymi wierzchołkami. W ścięciach są głębokie nisze, biegnące od posadzki i zasklepione muszlami. Ta część sieni, o charakterze reprezentacyjnym, posiada sklepienie żagielkowe. Trzecia część sieni, mniejsza, kwadratowa, nakryta jest sklepieniem krzyżowym. Z tej części wchodzimy na prawo do klatki schodowej. Sień wychodzi na obszerne podwórze.
Budynek był pierwotnie dwukondygnacyjny, z półpiętrem w trzeciej kondygnacji. Obecne drugie piętro zostało dobudowane. Elewacja jest siedmioosiowa. Portal nie jest osadzony pośrodku fasady, lecz na osi trzeciej, licząc od lewej strony. Jest on zabytkiem wysokiej klasy. Łęk koszowy wspiera się na gładkich ościeżach za pośrednictwem niskich, mocno wyładowanych impost. Ościeża wnikają dołem w proste odbojniki. Otwór flankuje para pilastrów i przenikających się z nimi filarów ustawionych przekątnie. Głowice pilastrów i filarów są kompozytowe, jednak o zredukowanej wysokości (jeden rząd liści akantu), za to bardzo bogate i ruchliwe. Niemniej bujnie profilowane są kostki architrawu. Cząstki fryzu o profilu esowym dźwigają gzyms zakrępowany na filarach, a biegnący między nimi po odcinku koła. Na gzymsie rozciąga się również łukowo balustrada balkonu o owalnych przeźroczach z profilowanymi obramieniami. Okna parteru mają wystrój skromny, natomiast okratowane są bardzo bogato. Okna pierwszego piętra, bardzo smukłe, mają wysoko podciągnięte obdasznice. Co druga z nich jest łamana, co druga zaś łukowa. Pola między nadprożami i obdasznicami wypełniają płaskorzeźby wykonane w tynku.
Obserwując elewację tego pałacu trudno oprzeć się stwierdzeniu, że nieudolna nadbudowa trzeciej kondygnacji nadszarpnęła piękno i harmonię jej kompozycji. Na wysokości parapetów drugiego piętra przebiegał bogaty gzyms koronujący fasadę. Obecny gładki mur z ubogimi oknami, zakończony banalnie prymitywnym gzymsikiem, stanowi ciało obce, szpecące całość.
Elewacja, mimo usterek, sień, klatka schodowa i niektóre wnętrza pałacu należą do bogatszych dzieł dobrego śląskiego baroku.

## Galeria

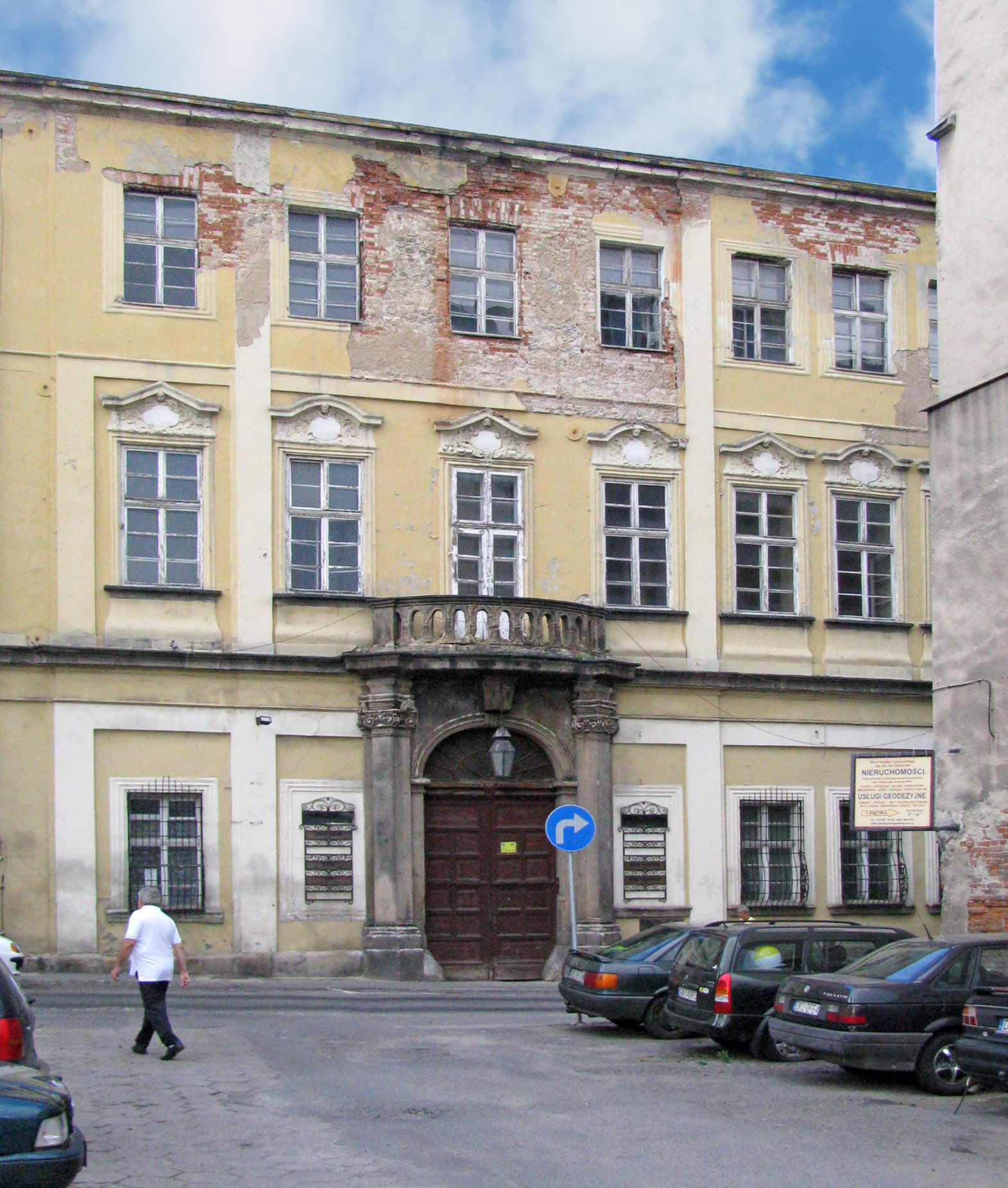
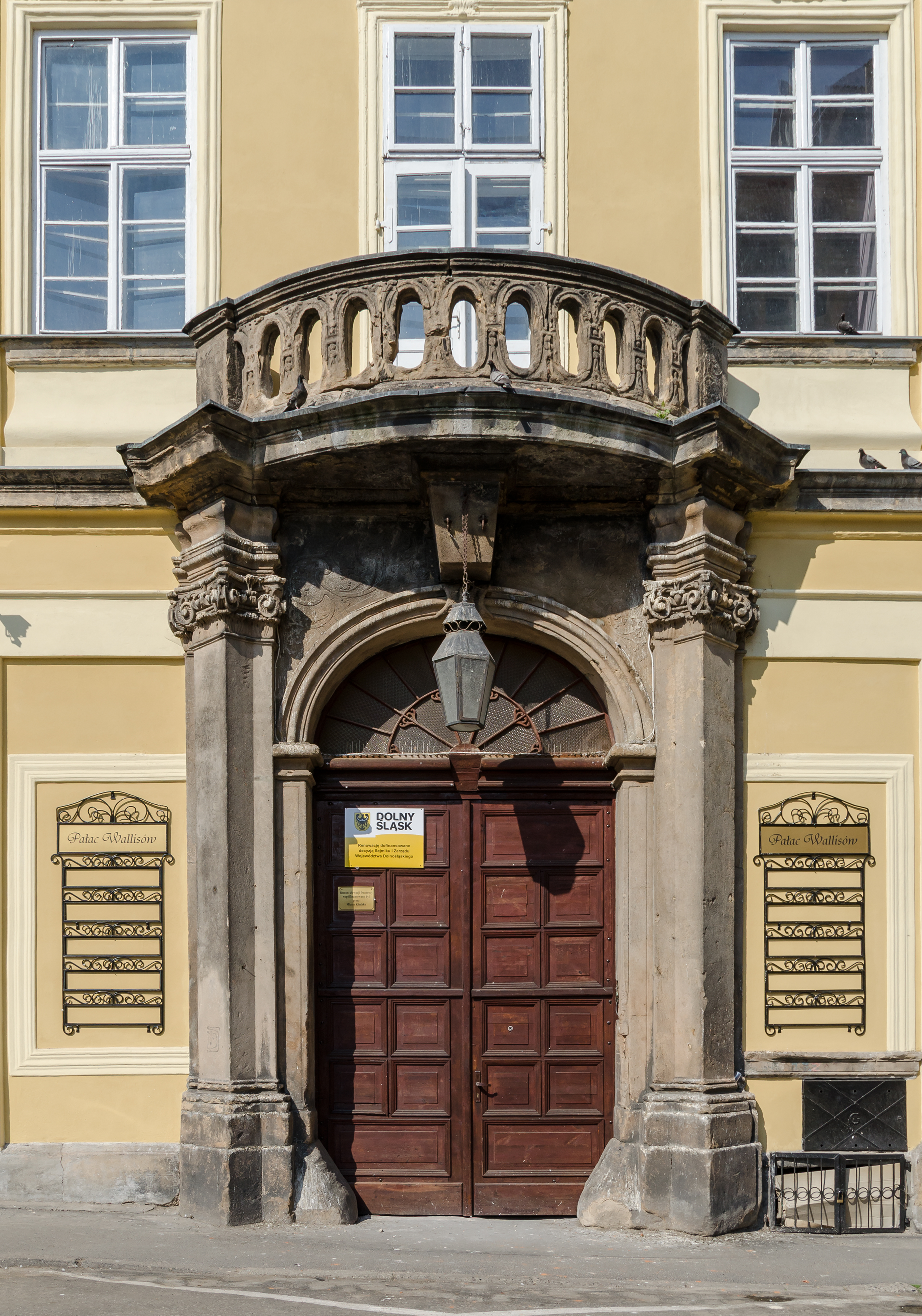
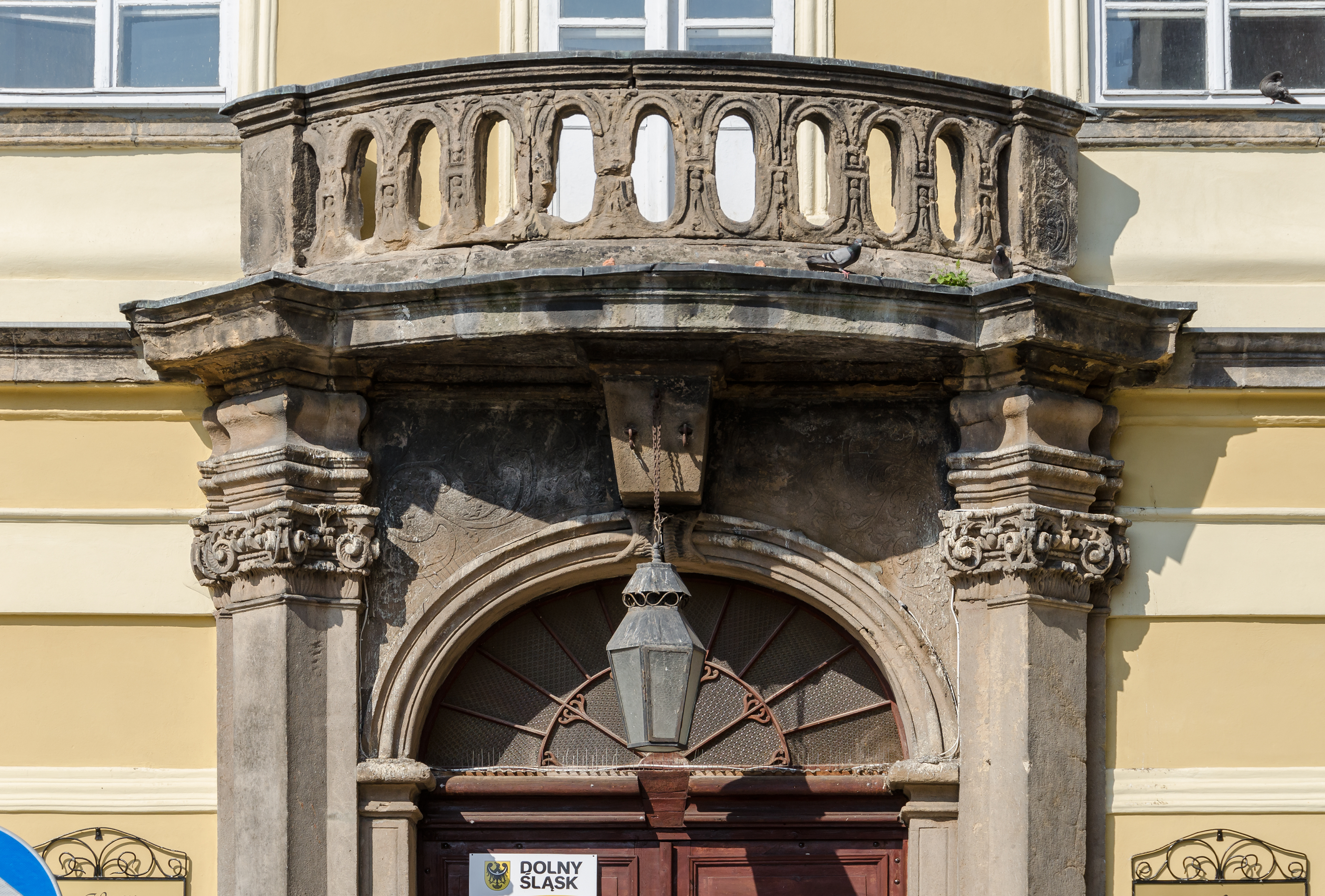
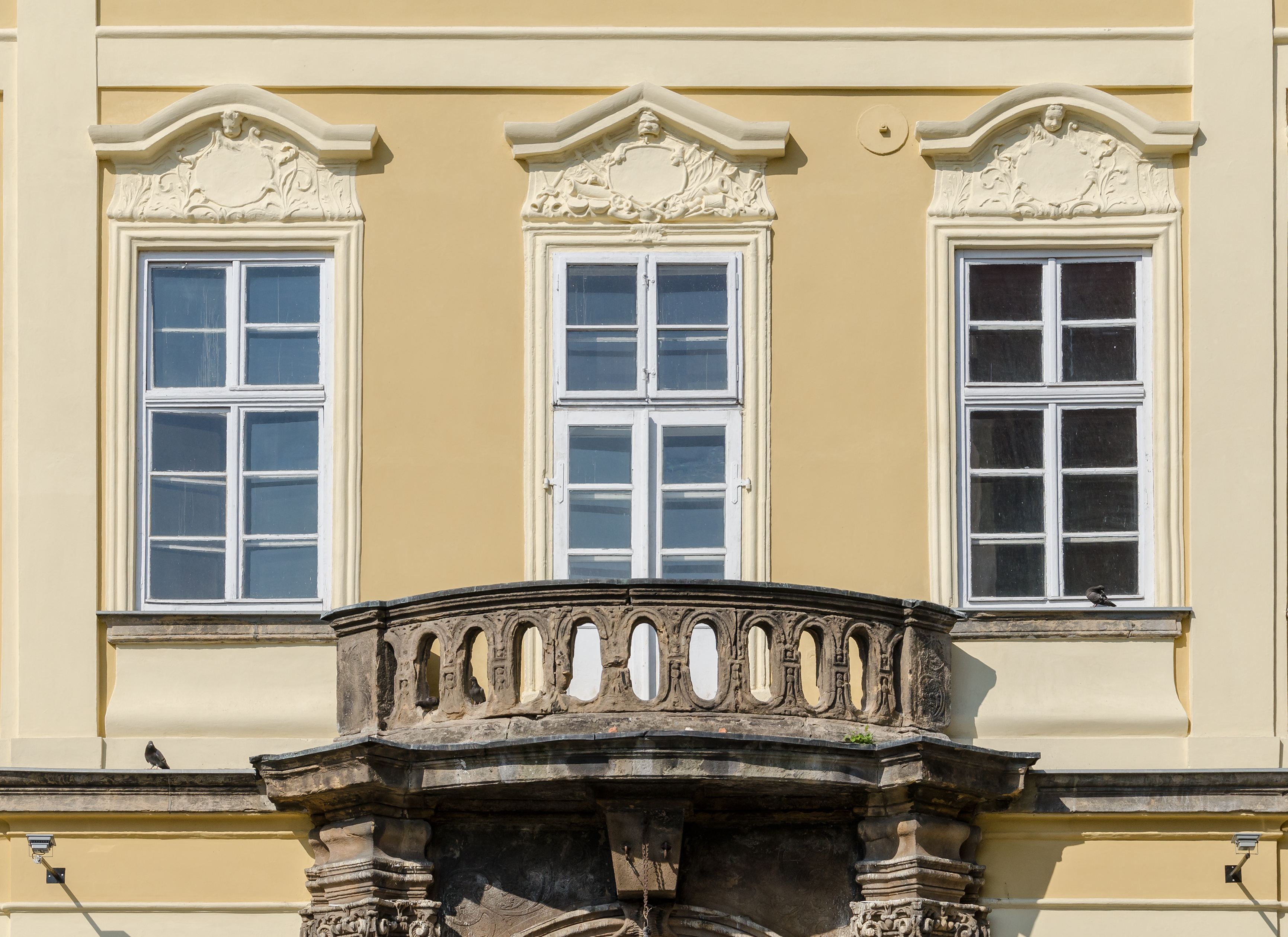
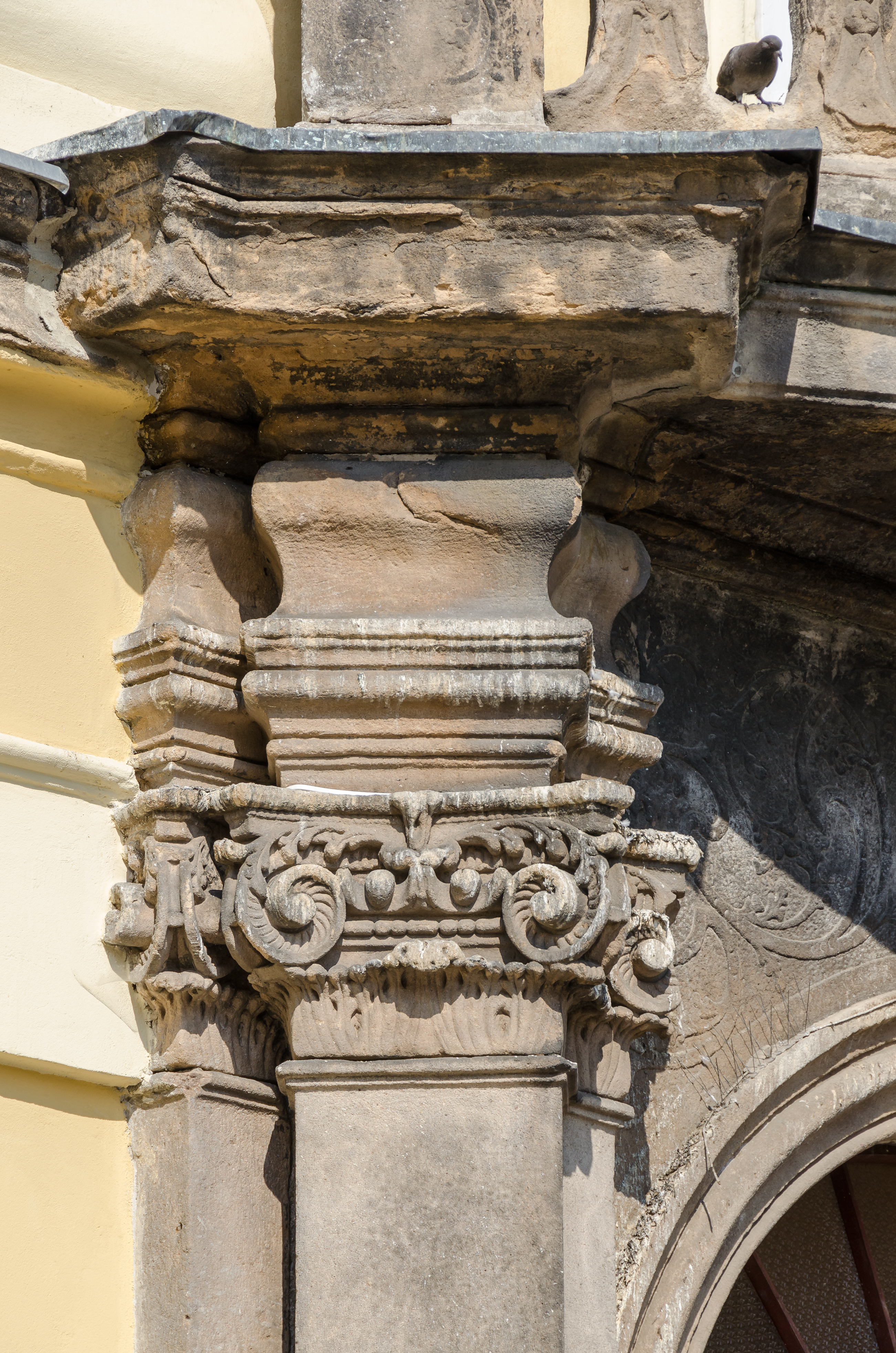
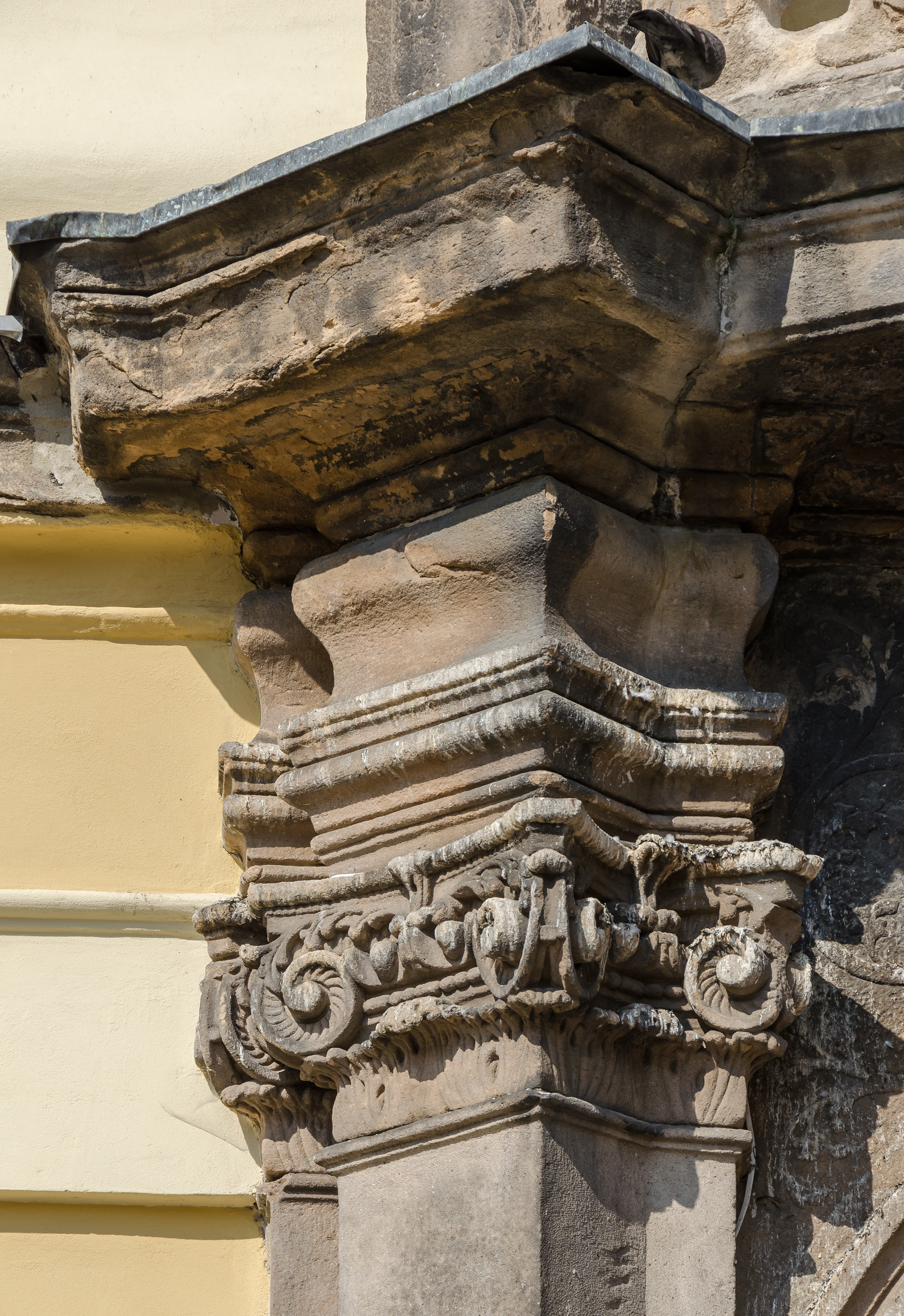
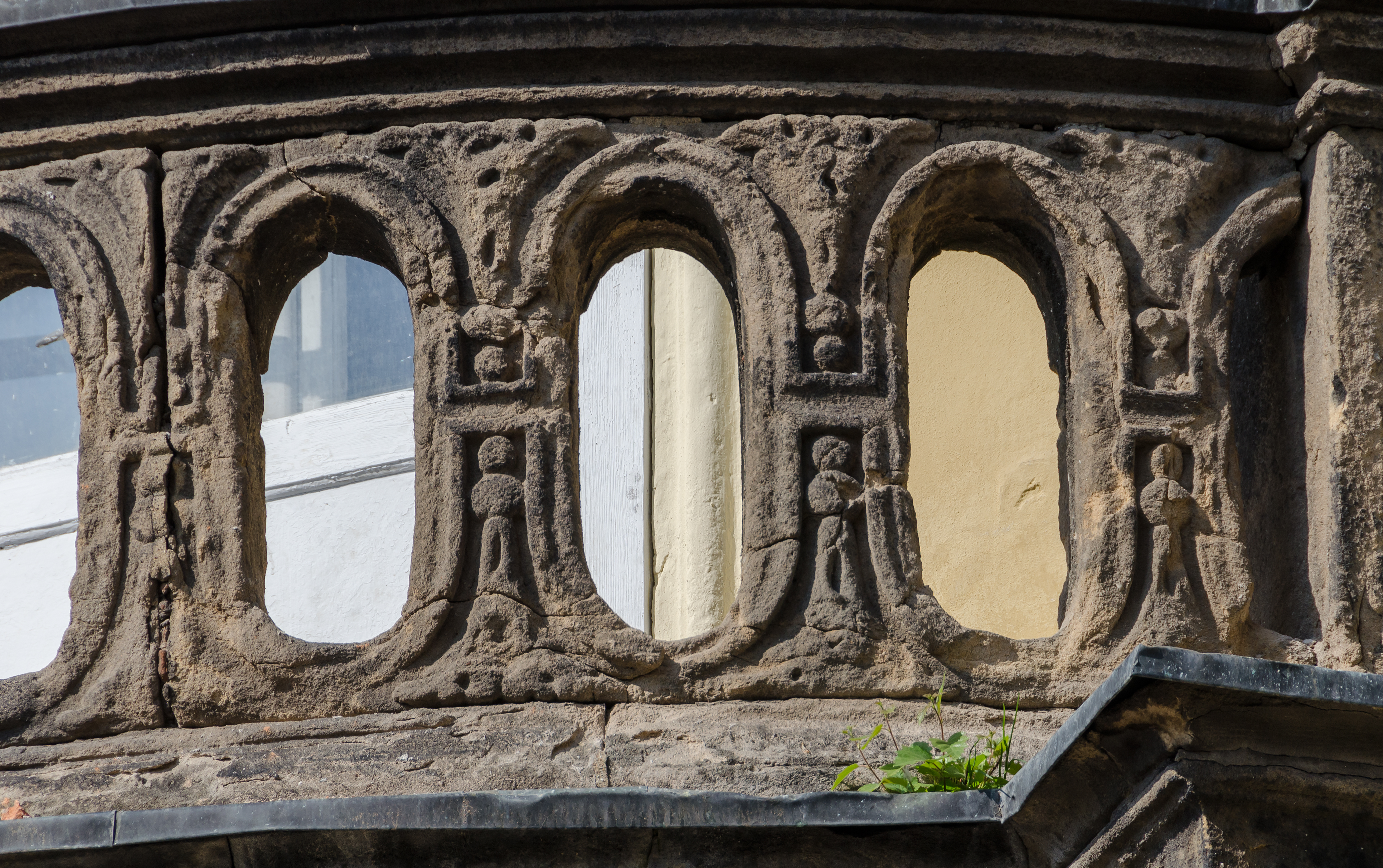
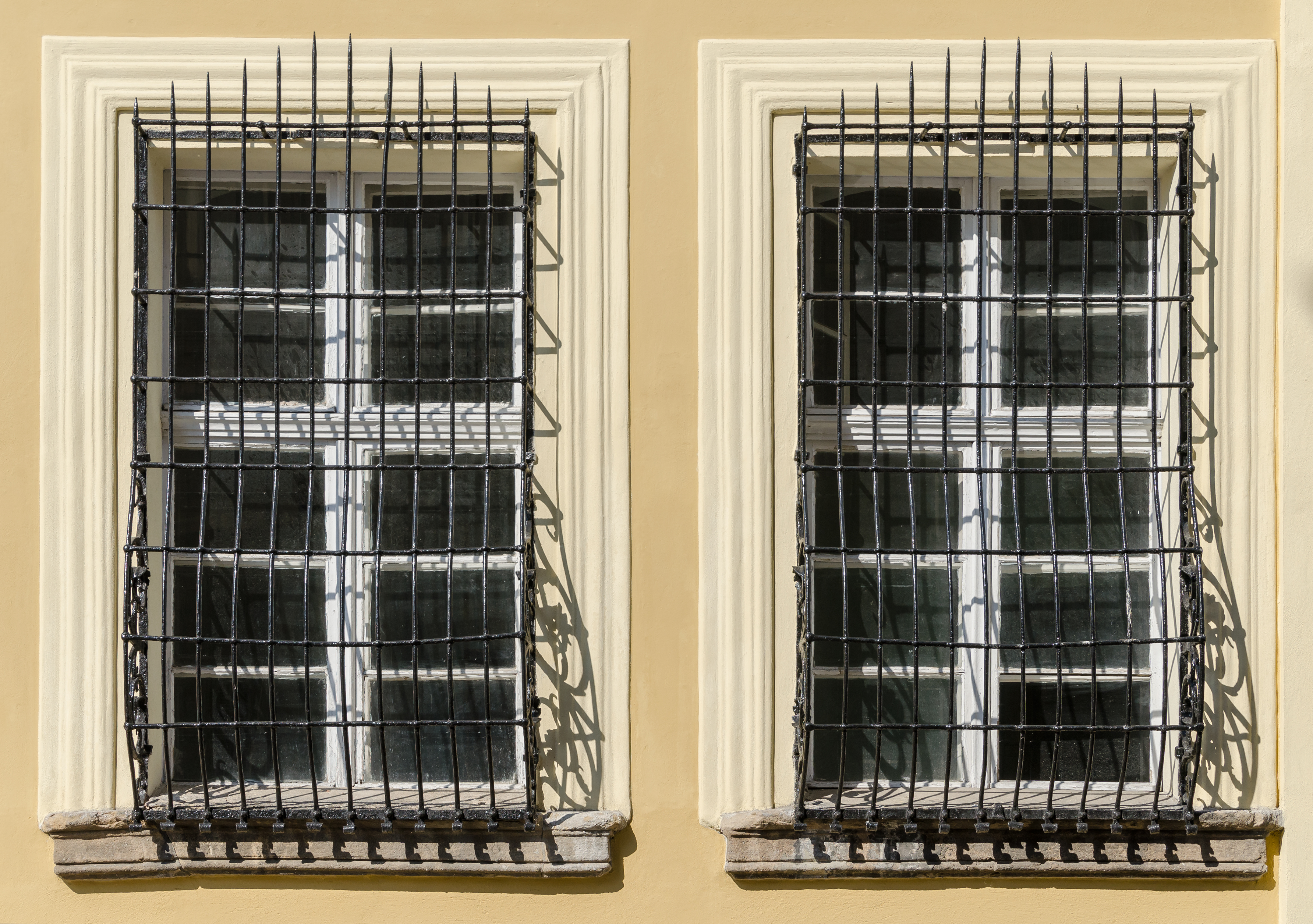